# Honorary Fellow
Honorary Fellow är en hederstitel som delas ut av en fakultet vid ett universitet enbart som en utmärkelse, alltså utan att man har avlagt doktorsexamen eller erövrat doktorsgraden vid det aktuella universitetet. Titeln finns i USA, Kanada, Australien och Storbritannien.
Titeln liknar hedersdoktor och ges för att personen har utmärkt sig inom ett akademiskt ämne eller forskning. Titeln ger privilegium som endast personer som jobbar eller studerar på universitetet har, till exempel rätten att undervisa och använda universitets resurser, till exempel bibliotek och laboratorium. Exakt vilka kan variera i olika länder.
Ibland kan personen få begränsade privilegium, till exempel att ha rätt att gästföreläsa eller forska på universitet. Personen undervisar inte och får då ofta en titel som visar vad man får göra, till exempel: Honorary Senior Research Fellow eller Honorary Lecturer.